# Henri Sainte-Claire Deville
Henri Sainte-Claire Deville (São Tomás, 11 de março de 1818 – Boulogne-Billancourt, 1 de julho de 1881) foi um químico francês.
Ficou conhecido principalmente pelos seus trabalhos sobre o alumínio.

## Publicação
- "Mémoire sur la fabrication du sodium et de l'aluminium", Annales de chimie et de physique, 46 (1856), 415-58